# اچ اند ام

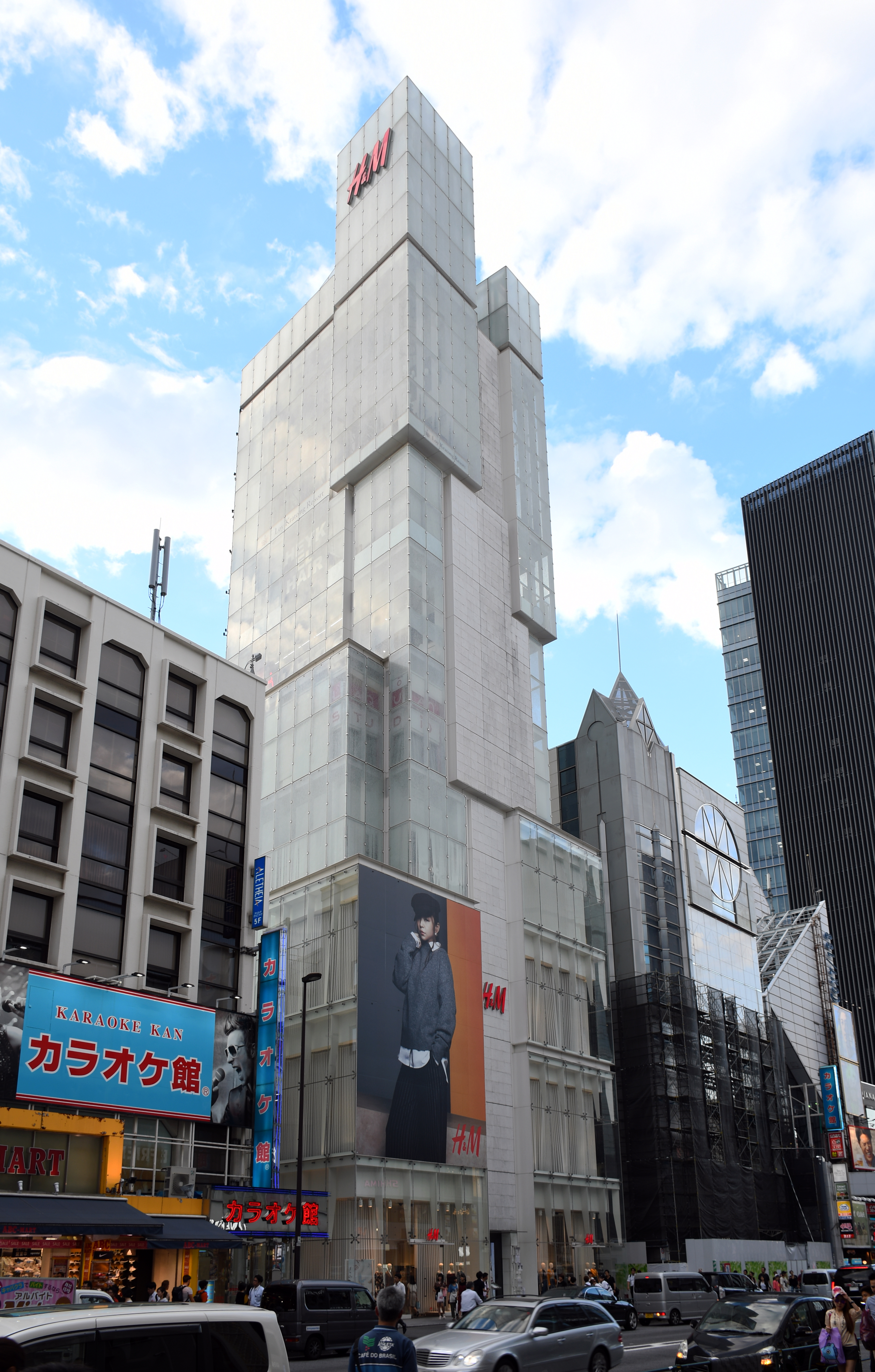
یکی از مراکز خرید اچ اند ام در شهر توکیو، ژاپن

اچ اند ام (به انگلیسی: H&M) شرکت خرده‌فروشی لباس سوئدی و چندملیتی است، که به دلیل ارائه محصولات فست-فشن در بازار پوشاک مردان، زنان، نوجوانان و کودکان شناخته شده می‌باشد.
شرکت اچ اند ام در ۴۳ کشور دارای شعبه، فروشگاه و مرکز خرید بوده و شمار کارکنان آن تا سال ۲۰۱۹ بیش از ۱۰۷ هزار نفر اعلام شده است. تعداد فروشگاه‌های این شرکت تا پایان سال ۲۰۲۱ برابر ۴۸۰۱ شعبه بود.
شرکت اچ اند ام پس از شرکت اسپانیایی ایندیتکس (مالک فروشگاه‌های زارا) در رتبه دوم از بزرگ‌ترین عرضه‌کنندگان لباس در جهان شناخته می‌شود. شرکت آمریکایی گپ پس از این شرکت سوئدی و در رتبه سوم قرار دارد.

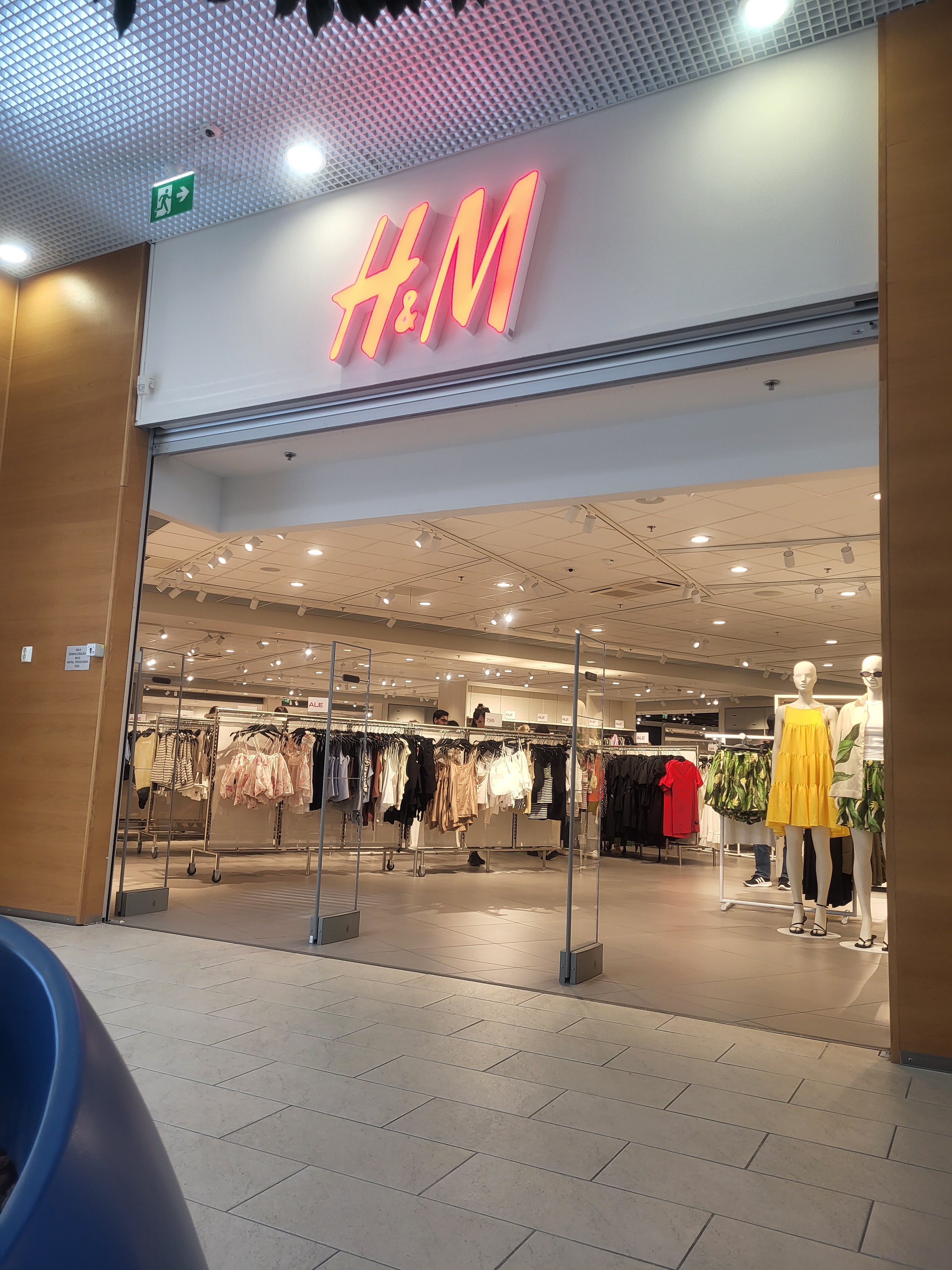
فروشگاه اچ اند ام در کیویهاکا واسا فنلاند

تیم طراحی اچ‌اندام در ساختمان مرکزی آن در شهر استکهلم، سوئد مستقر می‌باشد. محصولات این شرکت پس از طراحی و تعیین مشخصات کالای مورد نظر وارد مرحله برون‌سپاری شده و به ۸۰۰ کارخانه تولیدی اچ اند ام در اروپا و آسیا ارسال می‌گردد.